# Калінченко Володимир Володимирович
Володи́мир Володи́мирович Калінченко (1972—2022) — солдат Збройних сил України, учасник російсько-української війни, який загинув під час російського вторгнення в Україну.

## Життєпис
Народився 1 квітня 1972 року. Мешкав у м. Черкаси.
Учасник АТО на сході України, військову службу проходив у 128-й окремій гірсько-штурмовій бригаді.
Під час російського вторгнення в Україну в 2022 році був водієм комендантського відділення Черкаської бригади територіальної оборони. Загинув наприкінці квітня 2022 року біля міста Попасної Луганської області. Похований 6 травня 2022 року в м. Черкаси.

## Нагороди
- орден «За мужність» III ступеня (2022) (посмертно) — за особисту мужність і самовіддані дії, виявлені у захисті державного суверенітету та територіальної цілісності України, вірність військовій присязі[3].